# Мелиади
 Тази статия е за древногръцките нимфи.  За селото в Егейска Македония, вижте Мелиади (дем Катерини).  
Мелиадите в древногръцката митология са нимфи на ясена. Те са родени от капките кръв, паднали върху Гея, когато Кронос е кастрирал баща си Уран. От същата кръв са се появили и ериниите.
Според Хезиод и Аполоний Родоски от мелиадите са се появили и хората по време на бронзовата епоха.

## Етимология
Древните гърци наричали méli – „мед“ сладката субстанция, която много видове ясен отделят. А според Калимах мелиадите, които се грижели за малкия Зевс в пещерата в планината Дикти, го хранели с мед и мляко от Амалтея в лика на коза.